# 103.º Batallón de Reconocimiento Panzer
El 103.º Batallón de Reconocimiento Panzer (103. Panzer-Aufklärungs-Abteilung) fue un Batallón de reconocimiento del Ejército alemán (Heer) durante la Segunda Guerra Mundial.

## Historia
Formado el 20 de abril de 1943 desde el 53.º Batallón de Reconocimiento Panzer. Estuvo bajo el mando de la 3.ª División de Infantería. El 23 de junio es subordinado a la 3.ª División Panzer-Grenadier. El 14 de abril es destruido en la Bolsa del Ruhr.
La unidad de reemplazo fue el 3.º Batallón de Reemplazo de Reconocimiento Panzer.

## Comandantes
- Capitán Hans-Joachim von Zieten - (20 de abril de 1943 - 4 de noviembre de 1943)
- Capitán Abraham - (4 de noviembre de 1943 - 11 de noviembre de 1943(?))
- Capitán Kottmann - (11 de noviembre de 1943(?) - 20 de noviembre de 1943(?))
- Mayor Feldhoff - (20 de noviembre de 1943(?) - 14 de abril de 1945)